# Наваратна Шрініваса Раджарам
Навара́тна Шрініва́са Раджара́м (англ. Navaratna Srinivasa Rajaram; 1943; Майсур, Британська Індія — 11 грудня 2019) — індійський математик, історик та мовознавець, відомий публікаціями з історії Стародавньої Індії, зокрема з теорії «корінних аріїв», яка є предметом широкої полеміки в індійській політиці. Іноді писав у співавторстві з Девідом Фроулі. Автор одного з варіантів розшифрування писемності долини Інду, не визнаного в науковій спільноті.
У 1970-х роках здобув докторський ступінь з математики від Університету Індіани й опублікував низку наукових праць зі статистики, а в 1980-х роках — зі штучного інтелекту та роботехніки.
Починаючи з 1984 року, працював науковим консультантом для НАСА. Одночасно досліджував зв'язки між ведичною математикою і математикою Стародавнього Єгипту та Вавилонії. Від 1990-х зайнявся вивченням наукової бази історії Стародавньої Індії. Автор статей і книг із історії Стародавньої Індії та археології, в яких критикує упередженість і євроцентричність традиційної індології та санскритології, висуваючи їй на противагу ідеологію «корінних аріїв», відповідну концепції «виходу індоєвропейців з Індії». На думку Раджарама,
|  | Індологія являє собою «світську есхатологію» зведену навколо євроцентричного бачення світу… Її творцями рухали переважно європейські колоніальні та християнські місіонерські інтереси. |

Стверджує, що у своїх працях він викриває «брак наукової методології», яким страждає індологічна наука. Критикує процес, використовуючи який західні «індологи-місіонери» XIX століття прийшли до багатьох зі своїх висновків. Ставить питання про те, як це було можливо для прозелітичних європейських «індологів-місіонерів» XIX століття вивчати і створювати гіпотези з індійської історії, коли багато хто з них був «практично неписьменним» в індійських мовах, зокрема, навіть у такій фундаментальній класичній мові як санскрит. Закликає до використання «всіх наявних інструментів: від археології до інформатики» для «очищення павутини, створеної сумнівними лінгвістичними теоріями» в сучасному порівняльно-історичному мовознавстві та філології.
Зробив низку публікацій на тему індійської математики відповідно до «Сулба-сутр» та Вед. Його праці в галузі історії Індії та мовознавства багато вчених сприймають як «псевдонаукові».

## Вибрана бібліографія
- Aryan Invasion of India: The Myth and the Truth (New Delhi: Voice of India, 1993) ISBN 81-85990-12-3.
- The politics of history: Aryan invasion theory and the subversion of scholarship (New Delhi: Voice of India, 1995) ISBN 81-85990-28-X.
- with David Frawley, The Vedic «Aryans» and the origins of civilization: a literary and scientific perspective (St-Hyacinthe, Québec: World Heritage Press, 1995) ISBN 1-896064-00-0, 2nd rev. enl. ed. (New Delhi: Voice of India, 1997) ISBN 81-85990-36-0.
- Secularism: the new mask of fundamentalism: religious subversion of secular affairs (New Delhi: Voice of India, 1995) ISBN 81-85990-34-4.
- The Dead Sea scrolls and the crisis of Christianity: an Eastern view of a Western crisis (London: Minerva, 1997) ISBN 1-86106-206-0.
- with David Frawley, A Hindu view of the world: essays in the intellectual kshatriya tradition (New Delhi: Voice of India, 1998) ISBN 81-85990-52-2.
- Gandhi, Khilafat and the national movement: a revisionist view based on neglected sources (Bangalore: Sahitya Sindhu Prakashan, 1999) ISBN 81-86595-15-5.
- Christianity's scramble for India and the failure of the secularist elite (New Delhi: Hindu Writers' Forum, 1999) ISBN 81-86970-09-6.
- From Sarasvati river to the Indus script: a scientific journey into the origins of the Vedic Age (Bangalore, Karnataka, India: Mitra Madhyama 1999).
- Profiles in deception: Ayodhya and the Dead Sea scrolls (New Delhi: Voice of India, 2000) ISBN 81-85990-65-4.
- Nationalism and distortions in Indian history: causes, consequences and cure (Bangalore: Naimisha Research Foundation, 2000).
- with N. Jha, The Deciphered Indus Script (New Delhi: Aditya Prakashan, 2000) ISBN 81-7742-015-1.
- with David Frawley, The Vedic Aryans and the origins of civilization: a literary and scientific perspective, 3rd ed. with three supplements (New Delhi: Voice of India, 2001) ISBN 81-85990-36-0.
- Nostradamus and beyond: visions of yuga-sandhi (New Delhi: Rupa, 2002) ISBN 81-7167-954-4.
- «Sarasvati River and the Vedic Civilization: History, science and politics», (Aditya Prakashan, New Delhi, 2006), ISBN 8177420661